# Crapaud commun
Bufo bufo
Pour les articles homonymes, voir Crapaud (homonymie), Bufo cinereus et Bufo tuberculosus.
Espèce
Statut de conservation UICN

 LC  : Préoccupation mineure
Bufo bufo, le Crapaud commun ou crapaud vulgaire, est une espèce d'amphibiens de la famille des Bufonidae. C'est l'espèce de crapauds la plus répandue en Europe.

## Dénominations
- Nom scientifique : Bufo bufo  (Linnaeus, 1758)[2]. Ce nom dérive de bufo, "crapaud" en latin.
- Nom accepté, recommandé ou typique en français : Crapaud commun[3],[4]
- Autres noms vulgaires (vulgarisation scientifique) : en anglais : Common toad[5]
- Nom vernaculaire (langage courant), pouvant désigner éventuellement d'autres espèces : crapaud

## Description

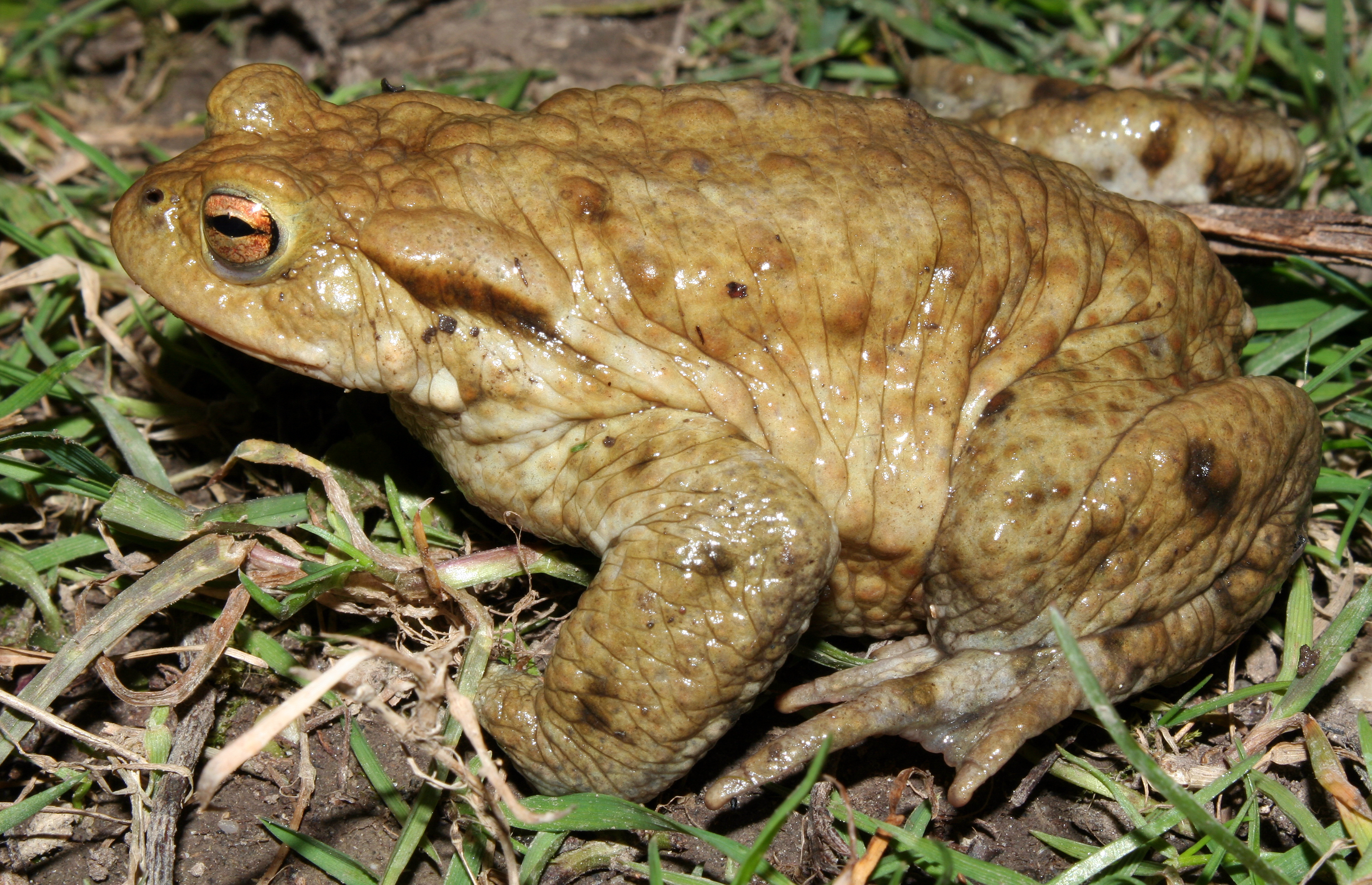
Fig. 2 Crapaud commun, pupille horizontale, avec un iris orange-jaune et grosse glande parotoïde derrière l'œil

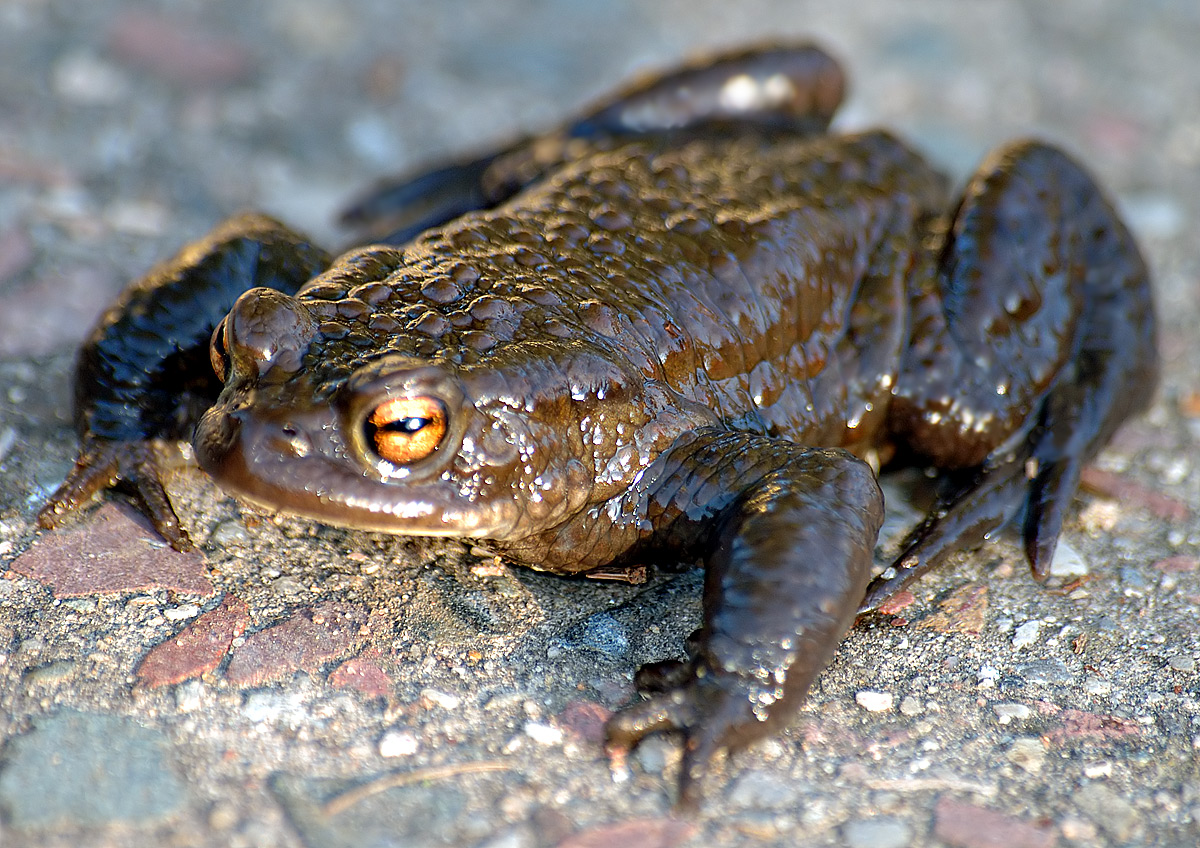
Fig. 3 Crapaud commun mâle

Le Crapaud commun est un anoure de taille moyenne à grande, mesurant de 50 à 90 mm chez le mâle, et de 80 à 110 mm, voire plus, chez la femelle, avec des tailles plus grandes au Sud qu'au Nord. C'est le plus gros crapaud européen. L'animal est court sur pattes et trapu.
La pupille est horizontale, avec l'iris uniformément rouge cuivré ou orange, légèrement vermiculé de noir (fig. 2).
Derrière chaque œil, les glandes parotoïdes sont très proéminentes, divergentes, allongées, au moins deux fois plus longues que larges (à la différence de celles du Crapaud calamite, beaucoup plus courtes).
Sur le dos, sa peau est pustuleuse, c'est-à-dire couverte de saillies formées par des glandes granuleuses, capables de sécréter un venin crémeux, contenant des amines, des peptides et des alcaloïdes. Le venin des glandes parotoïdes et des pustules a pour fonction de protéger les crapauds contre les prédateurs et joue aussi un rôle antiseptique et antibiotique pour un animal qui ne possède pas un système immunitaire aussi performant que celui des mammifères. Ce poison n'est dangereux que pour les carnassiers qui veulent le mordre, ainsi que pour les serpents réfractaires au venin. Certaines glandes sécrètent un mucus lui permettant de ne pas se dessécher et de préserver ainsi l'humidité et l'élasticité de sa peau.
Le crapaud commun est généralement marron, gris jaunâtre ou roussâtre. Sa robe est souvent unie, mais elle peut porter quelques taches plus sombres, surtout dans le Sud. La face inférieure est blanc jaunâtre, unie ou tachetée.
Le mâle reproducteur a souvent la peau assez lisse, d'un teint vert olive (fig. 3). Il porte des callosités nuptiales brun noir, sur les doigts I, II et III. Il est dépourvu de sac vocal.

## Distribution et habitat

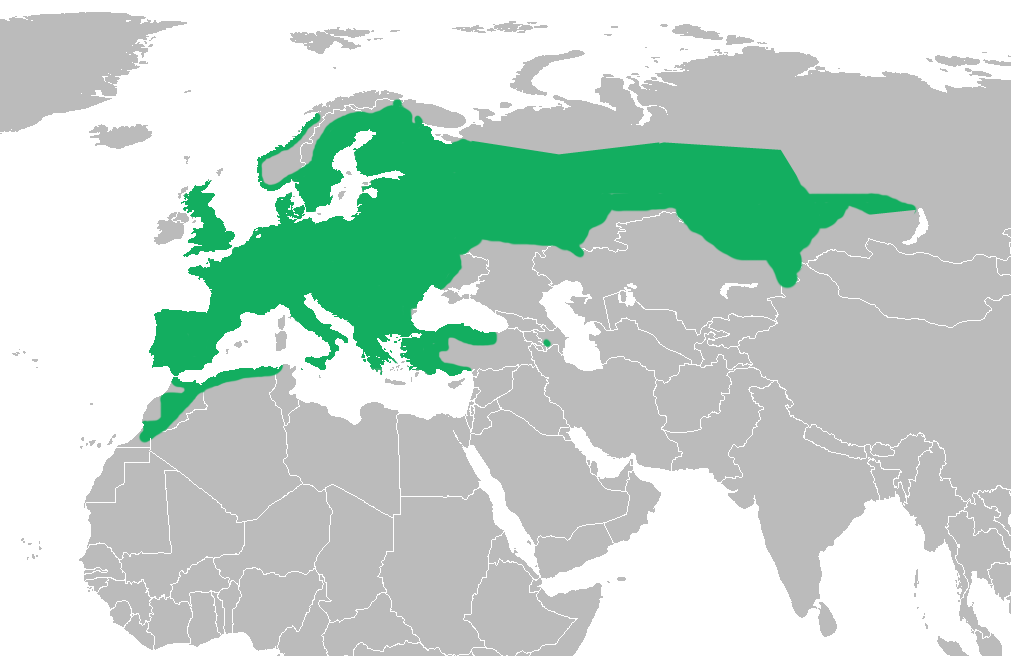
Fig. 4 Répartition eurasiatique de Bufo bufo

### Répartition
Le crapaud commun se rencontre jusqu'à 3 000 m d'altitude en Europe et dans l'ouest de l'Asie :
- en Grande-Bretagne, dans le nord de la France, en Belgique, au Luxembourg, aux Pays-Bas, en Allemagne, au Danemark, en Norvège, en Suède, en Finlande ;
- en Suisse, au Liechtenstein, en Autriche, en Italie, en Slovénie, en Croatie, en Bosnie-Herzégovine, en Serbie, au Monténégro, en Macédoine, au Kosovo, en Albanie, en Grèce ;
- en Turquie, en Bulgarie, en Roumanie, en Moldavie, en Hongrie, en Slovaquie, en Tchéquie, en Pologne, en Lituanie, en Lettonie, en Estonie, en Biélorussie, en Ukraine, en Russie jusqu'à Irkoutsk et dans le nord du Kazakhstan.

Avec l'élévation au rang d'espèce de Bufo spinosus, la distribution du crapaud commun est modifiée, il n'est plus présent dans le Sud de la France, en Espagne, au Portugal, au Maroc, en Algérie et en Tunisie.
En France, cette espèce est présente au Nord d'une ligne Rouen-Alpes maritimes ; au Sud de cette ligne, elle est remplacée par Bufo spinosus. Elle est en général commune et seulement plus rare dans certains secteurs de vallées, de plaines ou de plateaux des Alpes.

### Habitat

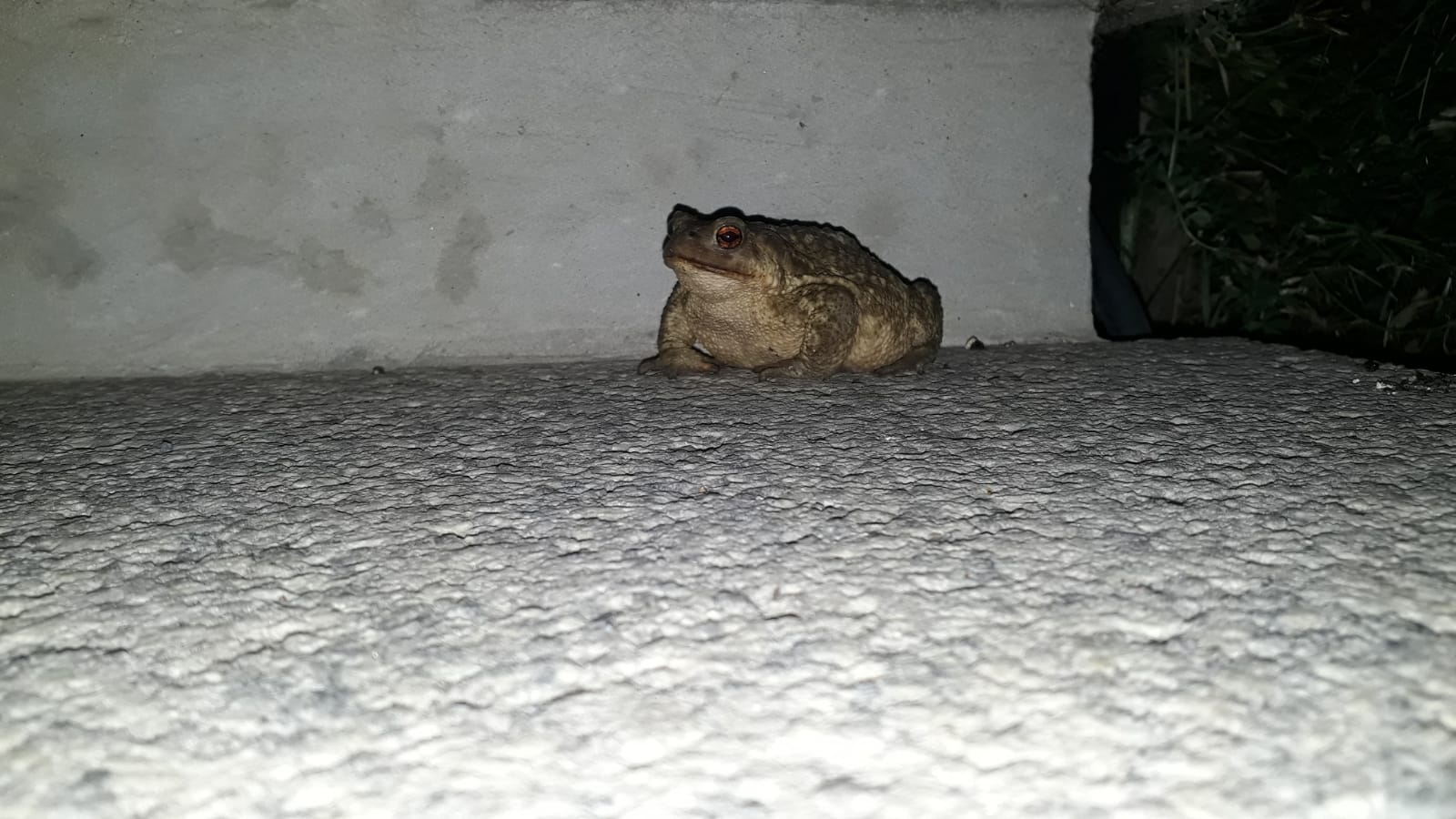
Un crapaud perdu dans un village du Capcir (Pyrénées orientales, France) à 1 500 m d'altitude.

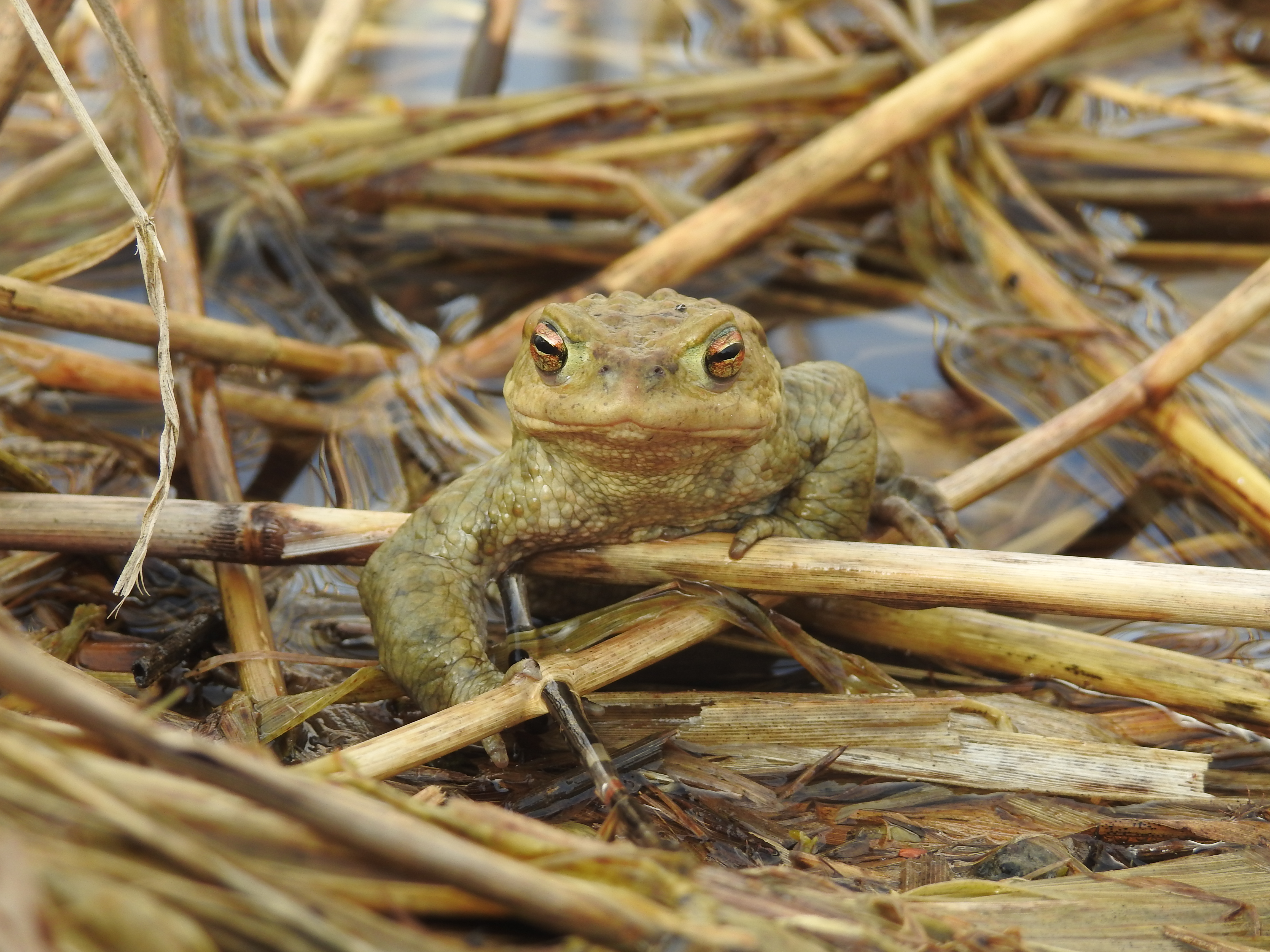
Un crapaud commun dans une roselière de Bade-Wurtemberg, Allemagne. Avril 2018.

Le crapaud commun vit à peu près partout en plaine et en forêt notamment dans les milieux humides. Il est présent du niveau de la mer jusqu'à 1 500 m d'altitude environ dans le Jura et les Alpes.

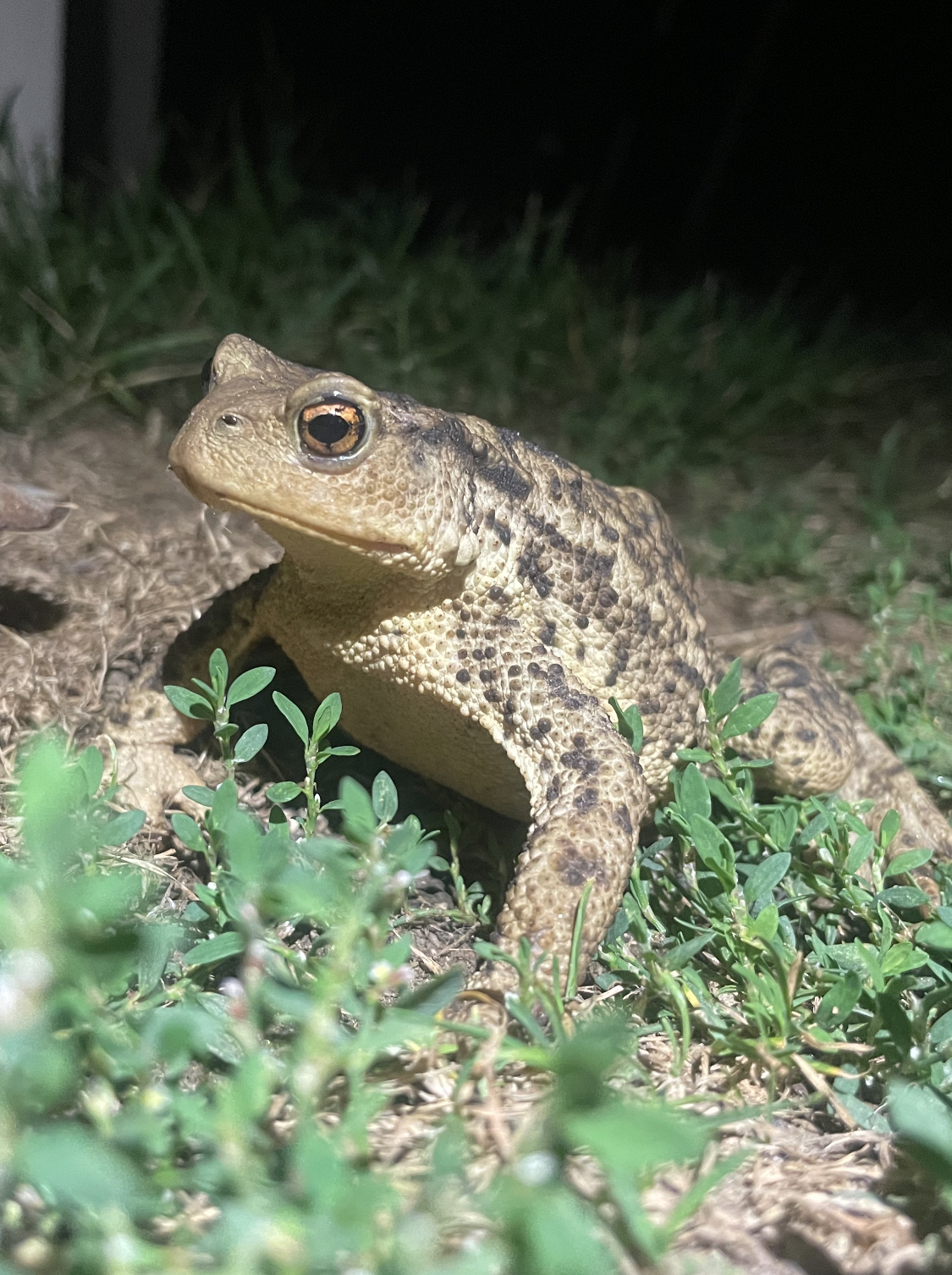
Un crapaud commun femelle photographié lors d’une nuit chaude du mois d’août 2022 dans le village d’Eglisolles en France

Il apprécie les milieux frais et boisés et évite les habitats chauds et secs, comme les cordons dunaires du littoral ou les Causses du Sud de la France qu'il laisse au Crapaud calamite.
Il vit sur terre et rejoint l'eau uniquement pendant la brève période de reproduction. Les sites de ponte sont en priorité des plans d'eau permanents de grandes dimensions, souvent riches en poissons, comme lacs, étangs, bras mort de rivières, mares, rivières, bassins de carrière et sablières, marécages, tourbières etc.
Bon marcheur, on peut le rencontrer très loin des plans d'eau.

## Mode de vie
Le crapaud commun est actif surtout la nuit. Avec ses membres assez courts, il ne se déplace que lentement et plutôt lourdement. Il ne s’appuie que sur ses doigts (c'est un digitigrade, ne prenant pas appui sur sa paume). Inquiété, il peut s'éloigner à petits bonds.

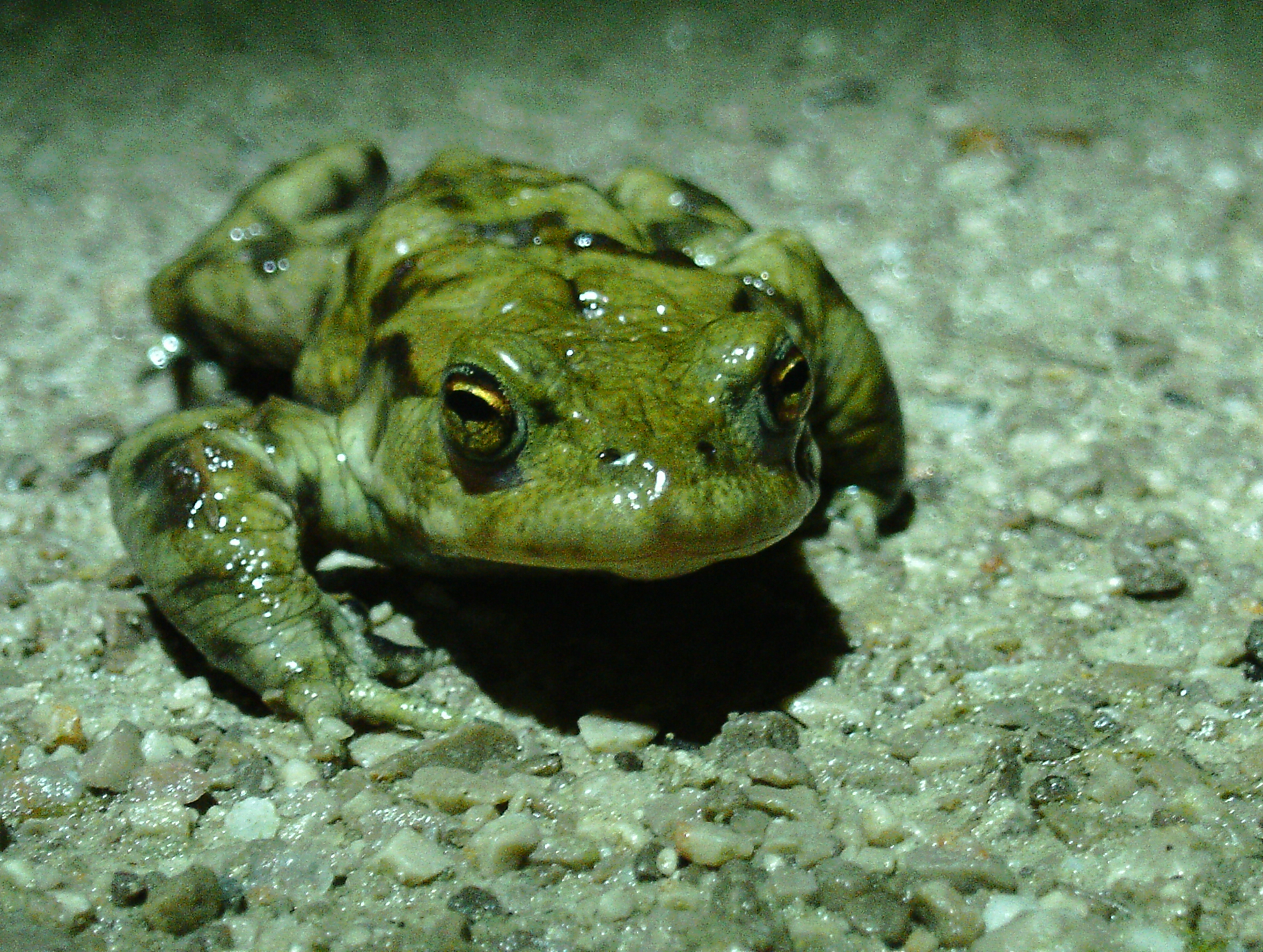
Spécimen du Nord, France, vert clair à taches noires.

Le jour, il se cache dans un trou qu'il creuse au ras du sol, ou encore, dans un terrier de rongeur, dans une taupinière, sous du bois mort ou des pierres. Plusieurs individus peuvent occuper le même terrier.

### Alimentation
Le crapaud commun se nourrit principalement d'insectes divers et de petits animaux — limaces, vers de terre, chenilles, cloportes, mille-pattes, petits coléoptères, scolopendres, mouches, etc. — qu'il attrape avec sa langue collante. Il mastique sa proie en l'écrasant avec le palais, car il ne possède pas de dents. Quand il mange, ses yeux se ferment et rentrent dans sa tête. Il chasse à l'affût et il lui faut percevoir un mouvement pour lancer une attaque.

### Hivernation
La période d'hivernage se déroule habituellement d'octobre-novembre à février-mars, dans un site terrestre situé généralement à moins de 500 m du site de ponte. À l'automne, en effet, il se rapproche de sa mare de reproduction, mais attend le printemps pour effectuer le trajet final. Pour hiverner, il se réfugie dans une cavité à l'abri du gel (tunnel d'animal, cave, tas de bois). Durant cette période, il peut effectuer quelques sorties par temps doux.

## Reproduction

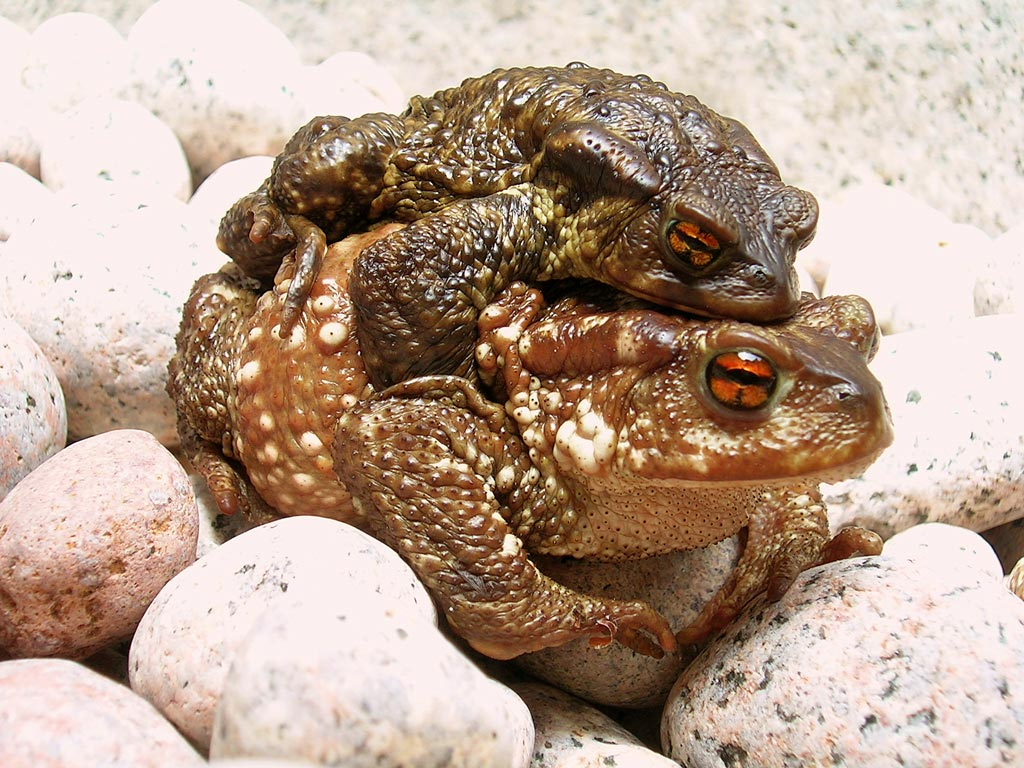
Fig. 5 Durant la migration prénuptiale, certains mâles chevauchent de grosses femelles jusqu'au point d'eau, pour s'assurer la primauté d'accès à elles, chaque femelle étant très convoitée par de nombreux rivaux

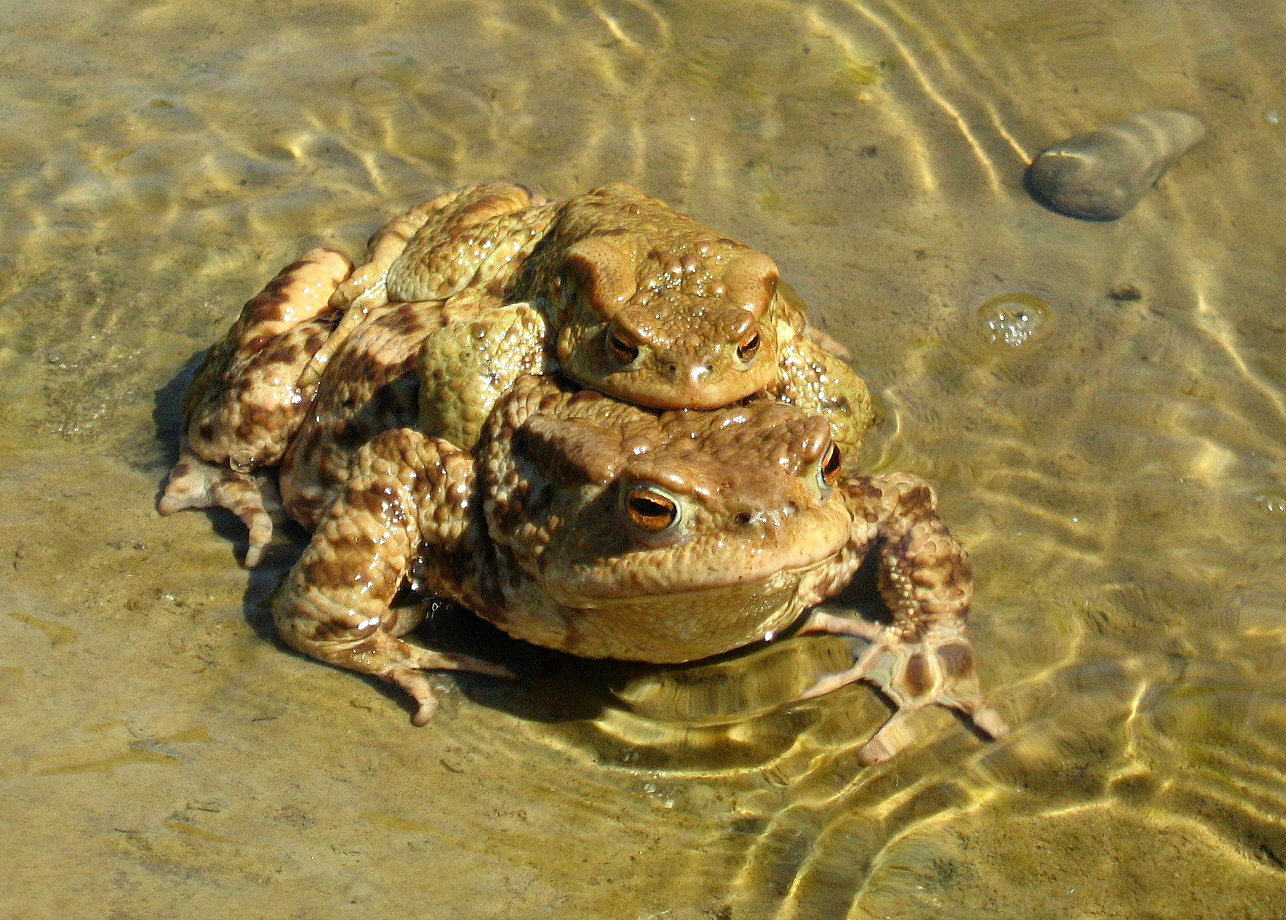
Fig. 6 Accouplement de deux crapauds communs

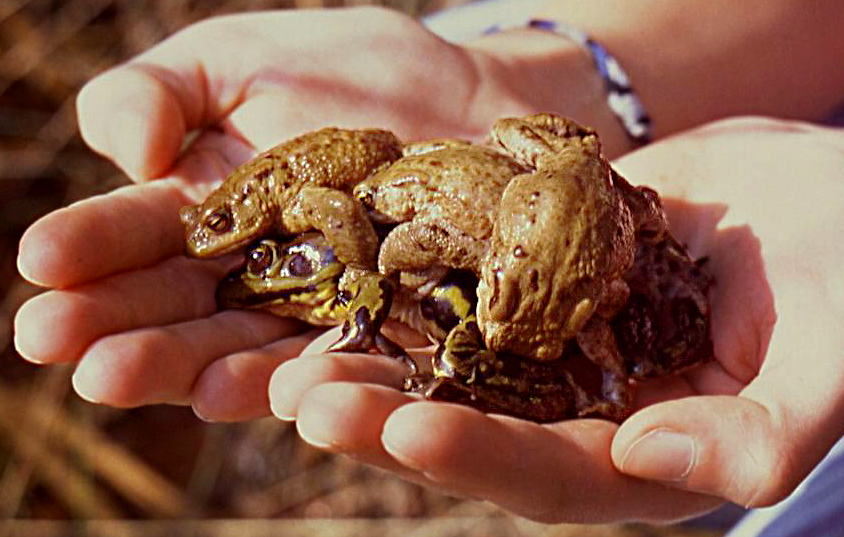
Fig. 7 Plusieurs mâles de crapaud commun agrippant une grenouille verte (Pelophylax sp.)

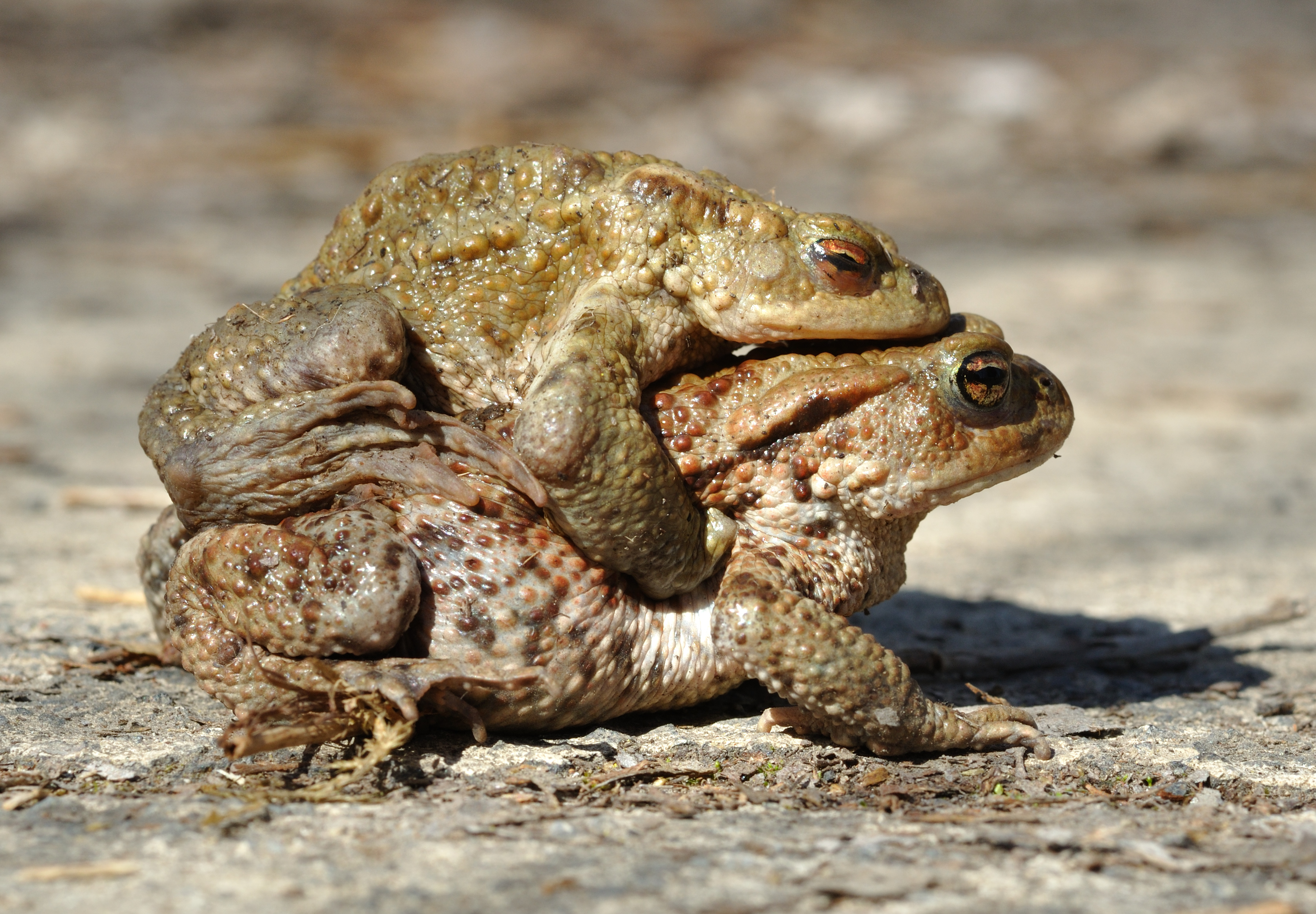
Accouplement de crapauds communs. Mars 2012.

À la fin de l'hiver, les crapauds se regroupent par dizaines voire par centaines  autour de points d'eau pour s'accoupler et pondre leurs œufs qui deviendront têtards et se transformeront en petits crapauds en quelques semaines.
La période de reproduction débute de décembre à février dans le Sud et le Sud-Ouest, de février à mars dans le reste de la zone et encore plus tard en altitude. L'adulte mue peu avant ce moment. Il se défait de son épiderme hivernal et acquiert une peau dorsale lisse.
La migration prénuptiale s'effectue principalement par nuits douces. Les crapauds se déplacent en grand nombre vers un point d'eau. Les mâles arrivent en général les premiers et y restent plusieurs semaines. Ils sont fidèles à leur frayère. Lors du trajet, certains mâles ayant rencontré des femelles, s'agrippent sur leur dos et ne les lâchent plus jusqu'au site de ponte. La femelle, déjà chargée par son gros abdomen plein d'ovocytes, n'a plus alors qu'à avancer avec son partenaire fermement rivé sur le dos et à se frayer un chemin cahin-caha parmi les feuilles et les cailloux.
Dans l'eau, la concurrence entre mâles est très forte et les bagarres sont nombreuses. Lorsqu'une femelle arrive dans l'eau, les mâles se jettent sur elle, en poussant de petits cris d'amour plaintifs, pour essayer d'être les premiers à l'agripper sous les aisselles, dans la position dite d'amplexus axillaire (fig. 6). Les mâles sont beaucoup plus nombreux que les femelles. Souvent, on peut voir cinq ou six mâles s'accrocher les uns aux autres pour essayer de déloger celui qui tient la femelle. Celui qui est en meilleure position fait tout pour repousser les rivaux de ses pattes arrière. Mais lorsque la femelle manifeste les symptômes de la ponte, les intrus abandonnent finalement la lutte et laissent le couple réaliser tranquillement ses objectifs.
Leur instinct de reproduction les mène à s'accrocher à d'autres espèces (grenouilles, poissons, pied agité au bord de l'eau) et à ne lâcher prise parfois que plusieurs jours après.
Le chant nuptial est très discret : « cout...couac...cout ». Le mâle produit des cris de contact, dans l'eau ou à terre.
Dès que la femelle commence à évacuer ses ovocytes, le mâle l'aide en stimulant l'orifice cloacal de ses orteils et en frappant de petits coups sur ses flancs. La ponte de deux longs cordons d’œufs (un par ovaire) que le mâle arrose au fur et à mesure de son sperme peut durer plusieurs heures. Ces longs cordons d’œufs sont fixés à la végétation aquatique. Une femelle pond habituellement entre 5 000 et 7 000 œufs. Chaque femelle pondrait tous les deux ans.
À la fin de la reproduction, les adultes entament une migration postnuptiale vers un lieu de séjour estival.
L'éclosion des œufs se fait au bout de deux à trois semaines, suivant la température de l'eau. Le têtard, un être aquatique, possède des branchies et une queue. Il se nourrit de déchets organiques et d'algues. Sa métamorphose en jeune crapaud (imago) terrestre, se fait ensuite en un mois et demi à trois mois, ce qui porte courant juin en général, et début juillet sur les reliefs. Les crapelets (jeunes crapauds) se regroupent alors tous ensemble en milieu de journée et partent de la pièce d’eau en une large et impressionnante « marée » vers les espaces boisés. Ils ne reviendront qu’à l’âge adulte pour se reproduire.
La maturité sexuelle est atteinte à l'âge de 3 à 7 ans dans le nord et probablement plus tôt dans le Sud.
Le crapaud vit une dizaine d'années.

## Particularités

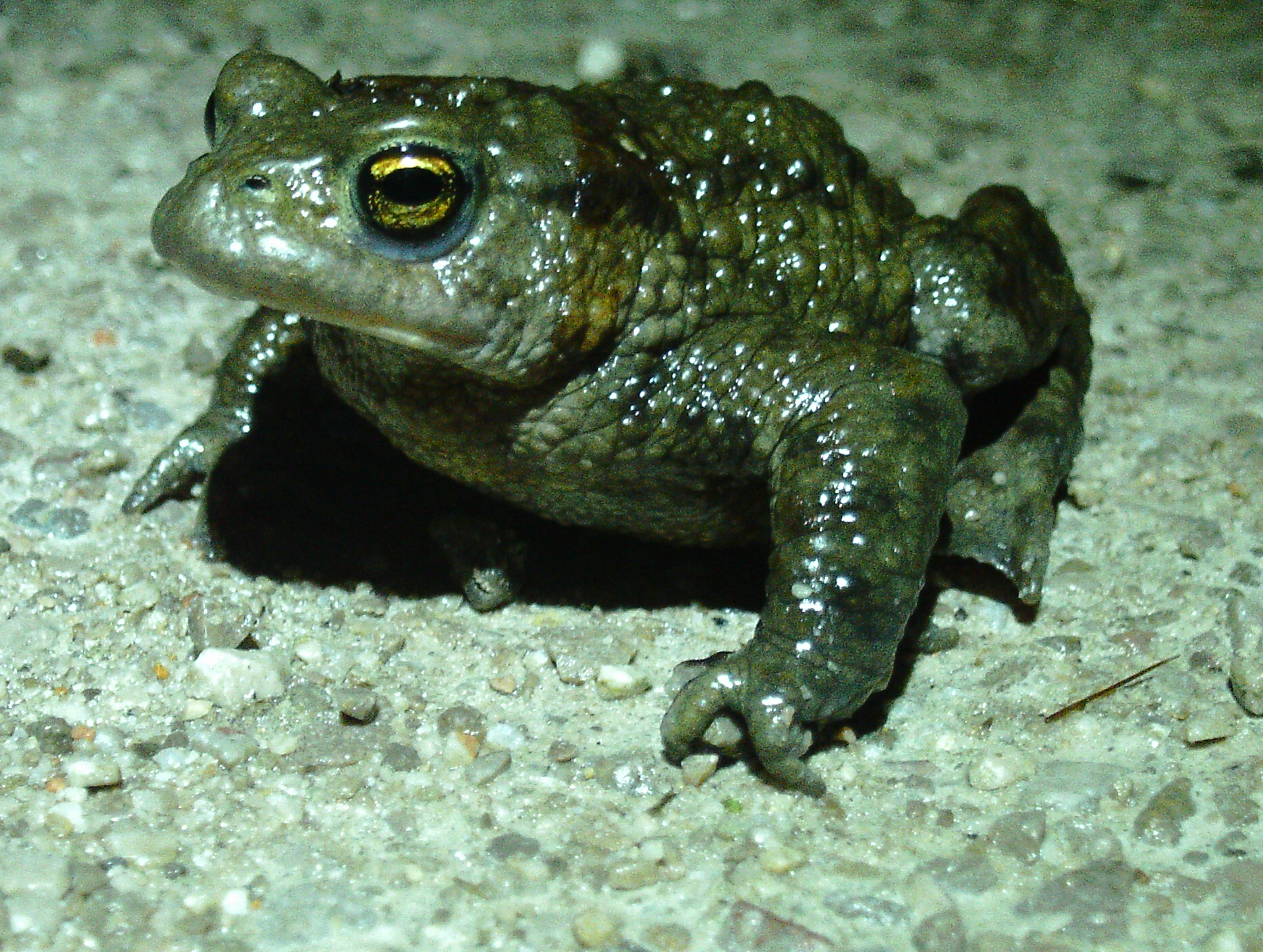
Spécimen du Nord, France, vert foncé.

- Spécimen du Nord, France, vert foncé.L'œil cuivré, caractéristique de l'espèce Bufo bufo (crapaud commun), semble bien adapté à la vision nocturne grâce à une pupille horizontale très extensible.
- La peau toujours humide, garnie de tubérosités venimeuses, n'est dangereuse que pour les carnassiers qui veulent mordre les crapauds (voir section ci-dessous : « Envenimation par crapaud »).
- Pour l'homme, la peau et son venin ne sont pas très dangereux par contact, sauf appliqués sur une blessure ou par ingestion (voir encore : « Envenimation par crapaud »). Il vaut mieux néanmoins éviter de les toucher, ne serait-ce que pour les laisser vivre tranquillement leur vie. Toutefois, en cas de nécessité (par exemple pour les éloigner d'un lieu dangereux pour eux), il faut en tout cas éviter absolument de se frotter les yeux, de se toucher une muqueuse ou de porter ses doigts à sa bouche après avoir touché un crapaud. Il vaut mieux porter des gants et les jeter après usage (ou les laver abondamment sans les toucher).
- En présence d'un ennemi naturel tel qu'une couleuvre, le crapaud commun se dresse sur ses pattes et se gonfle, probablement pour paraître plus gros et décourager le prédateur, et pour lui exposer ses glandes à venin (il possède notamment deux glandes parotoïdes, à l'arrière de la tête, produisant du poison, contenant notamment des bufotoxines).
- Il vit environ 10 ans dans la nature et jusqu'à 36 ans en captivité.

## Menaces et protections
Comme la plupart des amphibiens, la destruction et l'assèchement des marais ainsi que les pesticides constituent une menace pour l'espèce. Beaucoup de Crapauds communs sont écrasés sur les routes en rejoignant leur zone de reproduction. L'installation de barrières temporaires ou de crapauducs est recommandée pour protéger cet amphibien.
C'est juste après la métamorphose et au sortir de l'eau que le Crapaud commun est le plus vulnérable à ses prédateurs, à la déshydratation, aux pesticides et l'écrasement sur les routes.
Adulte, il a peu de prédateurs en raison de sa toxicité : la couleuvre à collier, le héron cendré, le hérisson, la loutre et le putois. Ce dernier est capable de creuser jusqu'à un mètre sous la neige pour capturer un crapaud en train d'hiverner. D'instinct, il n'en consommera que la partie postérieure, sans la peau, afin d'éviter les glandes à venin. Une mouche verte parasite, Lucilia bufonivora (Calliphoridae), pond son œuf dans la narine du crapaud où sa larve se développe et dévore sa tête.
En France, le Crapaud commun est protégé par l'arrêté du 22 juillet 1993 (article 1), et par la convention de Berne (annexe III). Cette espèce est classée parmi les espèces "à surveiller", dans le livre rouge des vertébrés de France.

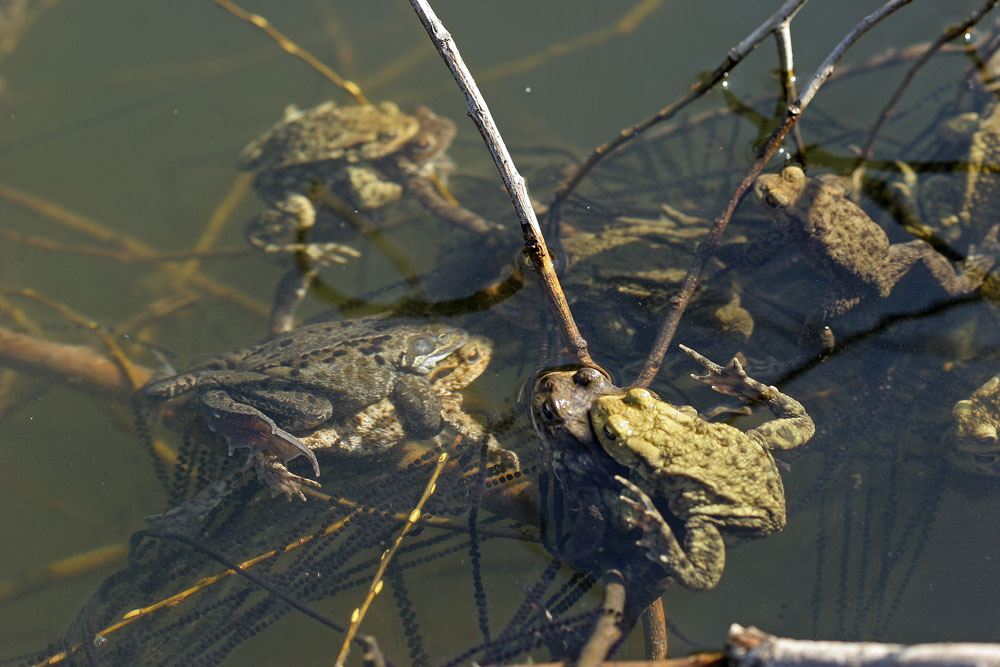
Période de reproduction, on remarque les œufs en chapelets et un couple accidentel : Grenouille rousse X Crapaud commun.
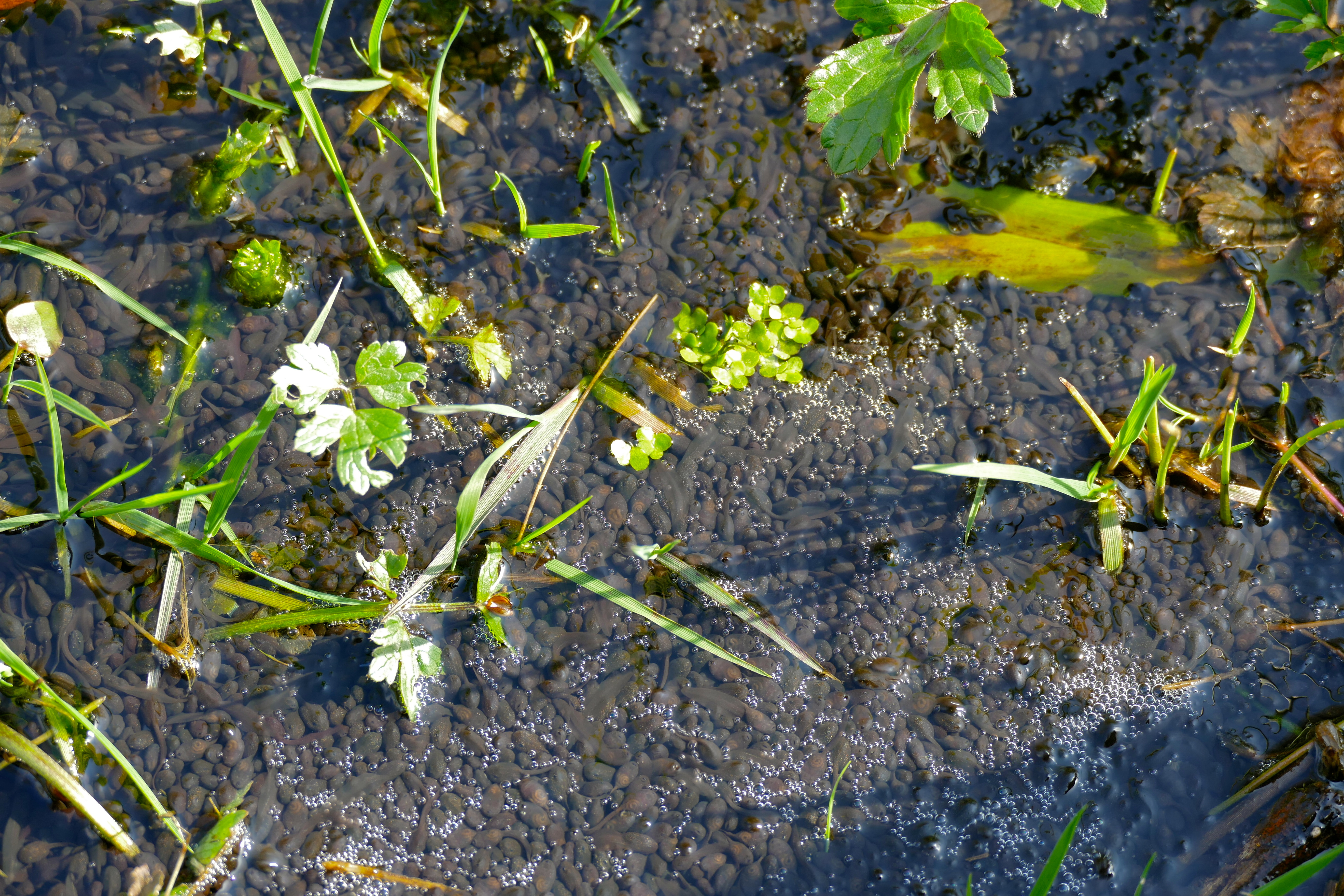
Quelques milliers de têtards (Orne, France).
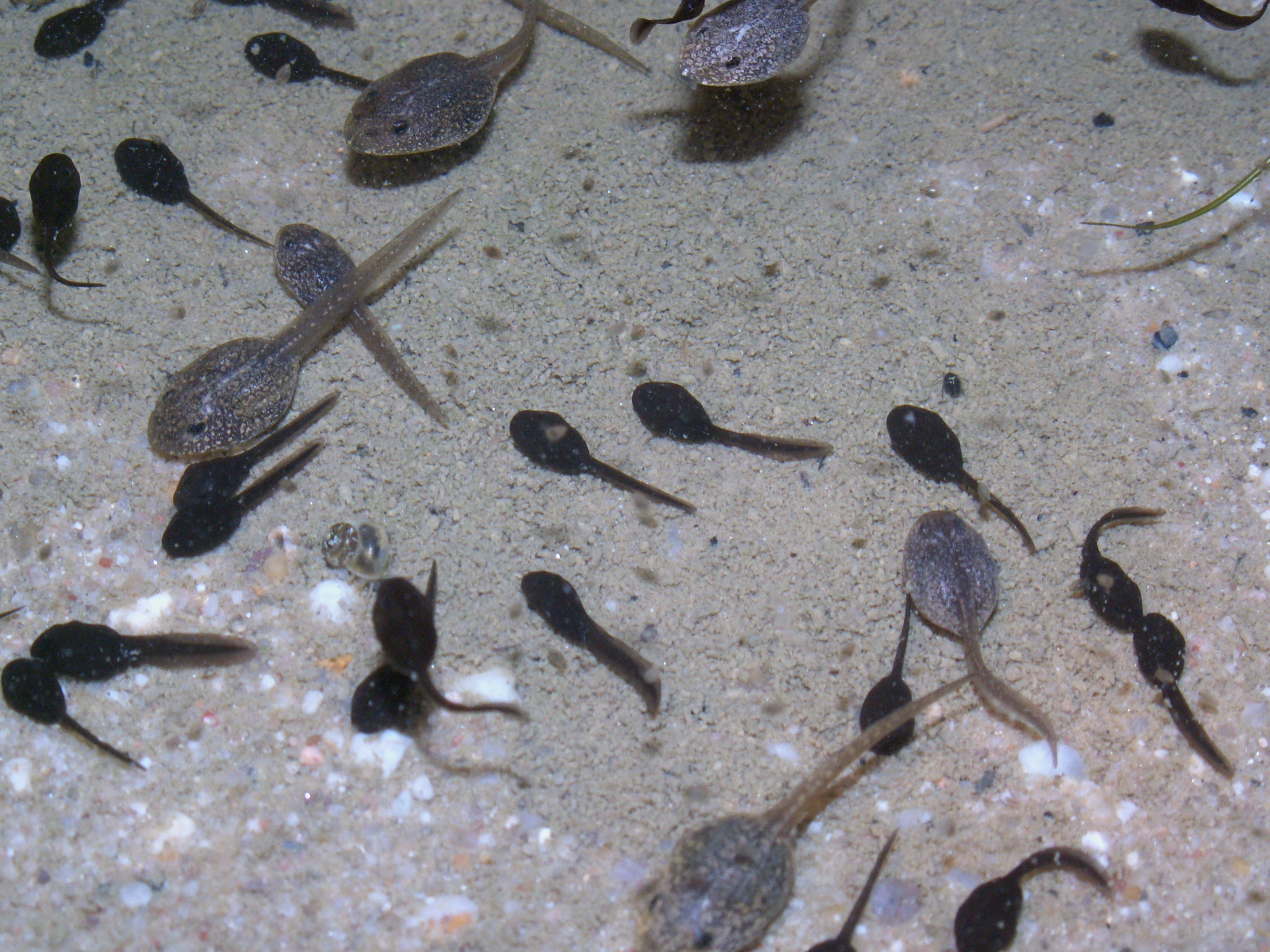
Têtards
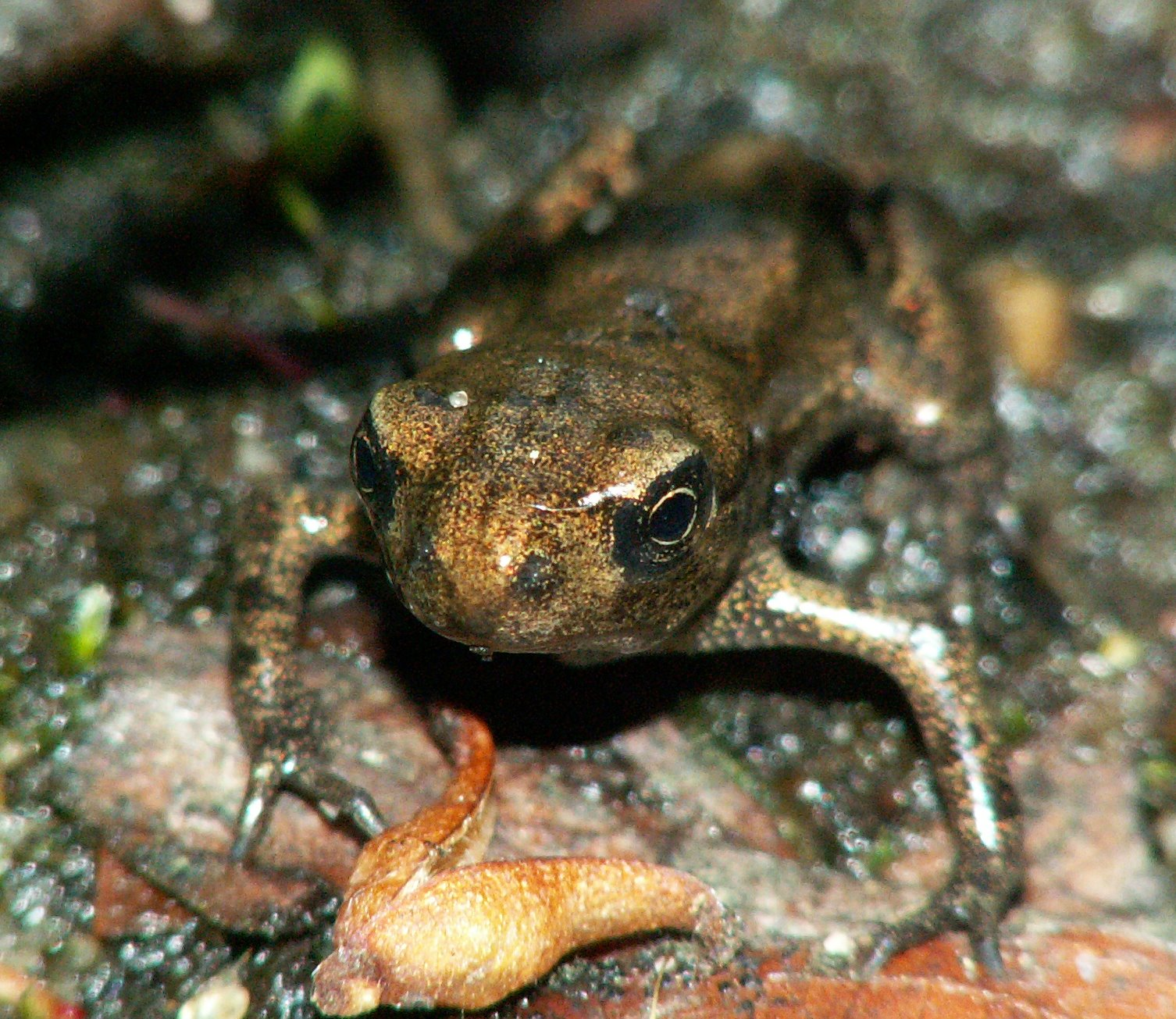
Juste après la métamorphose, il est alors le plus vulnérable.

## Venin de crapauds

### Envenimation par crapaud
Le venin de crapaud comporte plus d'une centaine de composés bioactifs dont des bufotoxines aux propriétés cardiotoxiques. Les principaux  composés actifs sont des bufadiénolides, des stéroïdes cardiotoniques homologues aux cardiénolides présents dans la feuille de digitale. Ils provoquent une libération d'ions K+, avec une hyperkaliémie, responsable de décès par fibrillation ventriculaire.
L'ingestion de crapauds par les chiens est responsable de troubles digestifs, nerveux et cardiaques. Pour les petits chiens, la  seule prise en gueule de crapauds suffit pour provoquer les premiers signes en moins de 20 min. Les symptômes digestifs sont la salivation, les vomissements et parfois des diarrhées s'il y a eu ingestion. Sur le plan nerveux, les symptômes sont l'ataxie, les tremblements, les convulsions ou au contraire l'abattement et le coma. Les symptômes cardiaques peuvent être une tachycardie associée à une extrasystole ou une bradycardie avec des blocs atrio-ventriculaires de grade II. Le pronostic est réservé car la mort peut survenir brutalement dans les deux heures par arrêt cardiaque ou éventuellement à la suite d'un état de choc.
Chez l'homme, plusieurs cas d'intoxication graves ont été rapportés par les centres antipoisons des États-Unis et du Canada. Six jeunes hommes en bonne santé ayant ingéré un prétendu aphrodisiaque « Hard rock » ou « Love stone » acheté dans des boutiques chinoises ou spécialisées, ont manifesté très rapidement des signes d'envenimation : nausées, vomissements, douleurs abdominales, bradycardie. L'analyse chimique d'échantillon de « Love stone » a montré que le produit était identique à un médicament traditionnel chinois, le chansu, à base de peaux de crapauds du genre Bufo. Malgré les meilleurs soins de réanimation moderne, quatre sur six de ces patients sont décédés. Les deux patients qui ont pu être réanimés ont reçu des fragments d'immunoglobuline Fab antidigoxine. La digoxine est un glycoside cardiotonique présent dans les feuilles de digitale. Les composants les plus toxiques du venin de crapauds sont des stéroïdes à la structure similaire à celle de la digoxine. Un niveau positif de digoxine a été trouvé chez ces patients.
Des cas d'intoxication par le venin de Bufo gargarizans dont deux fatals, ont été rapportés à Taïwan. Des réactions d'intoxications sévères ou des décès sont arrivés après la prise en bouche de crapauds et après l'ingestion d'un crapaud en entier, d'une soupe de crapauds, ou d’œufs de crapauds. La grande presse anglo-saxonne a rapporté dans les années 1988-1992, que certains individus léchaient la peau de crapauds ou en fumaient la peau séchée. Les sécrétions de peau contiennent de la bufoténine, un alcaloïde aux propriétés hallucinogènes. Mais celle-ci n'est active qu'injectée et pas par voie orale. Par contre, l'absorption concomitante de bufotoxine a été responsable d'accidents graves. Encore récemment, le cas d'une mort subite d'un jeune de 24 ans après une injection intraveineuse d'extrait de crapaud a été rapporté en Australie. Ce que le jeune croyait être de l'ecstasy (MDMA) n'était d'après les analyses que du venin de crapauds, additionné de paracétamol, promethazine et diclofenac, provenant probablement de chansu frelaté, comme c'est souvent le cas avec la drogue des rues.

### Usage en médecine traditionnelle chinoise
La médecine traditionnelle chinoise (MTC) utilise depuis des siècles une préparation à base de sécrétions de peau de crapauds géants, comportant le Bufo bufo gargarizans Cantor et Bufo melanostictus Schneider, pour traiter le mal de gorge, les inflammations, les douleurs, les accidents cardiaques, les problèmes de peau et le cancer. Cette préparation faite à partir du venin séché de Bufonidés, est connue sous le nom de chansu, 蟾酥, « Bufonis Venenum ».
Le chansu est une matière médicale première entrant dans de nombreuses formules compliquées de MTC comme les pilules Liushen, Shexiang Baoxin. Les composants bioactifs sont des bufadiénolides (hexadiènolactone (pyran-2-one) en C17).
Ce sont des stéroïdes classés comme cardiotoniques (stimulateurs cardiaques). La bufaline est un des bufadiénolides les plus importants dont les activités pharmacologiques antitumorales, apoptiques ont été établies. Autres composants : la bufotaline (un cardio-tonique, antihémorragique, ocytocique et cortico-surrénalotonique), bufoténine (alcaloïde indolique, dérivé de la sérotonine, aux propriétés hallucinogènes), bufonine, arénobufagine, resibufogénine.

## Classification
amphibiens

### Publication originale
- (la) Linnaeus, Systema naturae per regna tria naturae, secundum classes, ordines, genera, species, cum characteribus, differentiis, synonymis, locis, 1758 (lire en ligne).

### Taxinomie
Ce taxon admet de nombreux synonymes :
| - Rana bufo Linnaeus, 1758 - Rana rubeta Linnaeus, 1758 - Rana ventricosa Linnaeus, 1758 - Bufo ventricosus (Linnaeus, 1758) - Bufo vulgaris Laurenti, 1768 - Buffo strumosus Lacépède, 1788 - Rana pluvialis Lacépède, 1788 - Bufo cinereus Schneider, 1799 - Rana acephala Schneider, 1799 - Bufo rouselei Latreille in Sonnini de Manoncourt & Latreille, 1801 - Rana scorodesma Hermann, 1804 - Batrachus buffo Rafinesque, 1814 - Bufo minutus Schinz, 1822 - Bufo ferruginosus Risso, 1826 | - Bufo tuberculosus Risso, 1826 - Bufo palmarum Cuvier, 1829 - Bufo minutus Schinz, 1833 - Bufo alpinus Schinz, 1833 - Bufo carbunculus Bonaparte, 1835 - Bufo commutatus Steenstrup, 1846 - Bufo communis Günther, 1859 "1858" - Bufo cinereus var. minor Koch, 1872 - Bufo cinereus var. medius Koch, 1872 - Bufo cinereus var. hybridus Koch, 1872 - Bufo vulgaris var. acutirostris Lessona, 1877 - Bufo vulgaris var. obtusirostris Lessona, 1877 - Bufavus meneghinii Portis, 1885 - Bufo spelaeus Rivière, 1886 |

La sous-espèce Bufo bufo spinosus a été élevée au rang d'espèce,.

## Le crapaud commun dans la culture

### Symbolique chrétienne
Dans la symbolique chrétienne, le crapaud symbolise la luxure. On trouve sur les corniches, façades et tympans des églises romanes des sculptures qui vilipendent avec force la luxure et les plaisirs de la chair. Péché inséparable de la femme, la luxure  est représentée sous forme d'une femme nue avec deux grands serpents s'abreuvant à sa poitrine et un crapaud (ou une salamandre) accrochée à son sexe (Abbatiale Saint-Pierre de Beaulieu-sur-Dordogne, Corrèze). Le vice est évoqué sur le chapiteau de la porte de l’Église Saint-Léger-de-Montbrillais (Vienne) par une femme allaitant deux crapauds.
Pour les moralistes médiévaux, le crapaud le plus enflé des « reptiles », figurait aussi l'orgueil et en enfer, les gloutons sont « repus de crapauds et autres bêtes venimeuses ». Créature mortifère, le crapaud incarne Satan. La Bulle contre les sorcières Vox in Rama (1233) du Pape Grégoire IX indique que le crapaud était une des formes prise par le diable aux réunions de certains hérétiques allemands. Cette association du crapaud au Diable sera reprise trois siècles plus tard par les juges ecclésiastiques cherchant à diaboliser les sorcières.

### Sorcellerie
Aux XVIe et XVIIe siècles, le crapaud deviendra la bête de la sorcellerie par excellence. Au cours des agapes sabbatiques, des crapauds sont écorchés et consommés en fricassée par les sorcières. Dès 1562, une sorcière de la ville de Seix, en Ariège, fut accusée entretenir chez elle un crapaud familier dont l'urine lui servait à fabriquer du poison.
Des textes de cette époque donnent les procédures d'extraction du venin du crapaud.
Pierre de Lancre (1553-1631) est le juge démonologue qui, en 1609, « purifia » le Pays basque de ses sorcières, affirme que le crapaud participe au sabbat. Lors de ces cérémonies démoniaques, la bête vêtue de velours rouge et ornée de clochettes, reçoit le baptême puis on asperge l'assemblée de son urine en simulacre de bénédiction. Pierre de Rosteguy de Lancre indique dans ce poème comment procédaient les sorcières :
Elles prennent plaisir d'écorcher des crapauds
De poudre d'araignées assaisonnent leurs peaux
Et, dans les eaux puantes
Du lac Tennarien détrempant leur venins,
Ces marâtres méchantes
Font mourir les humains de leurs charmes malins
En tant qu'incarnation du diable, le crapaud concentre certains pouvoirs de Satan « prince de l'air ». Il entrait à ce titre dans la composition des onguents dont les sorcières usaient pour s'envoler.Dans un procès en sorcellerie, à propos des onguents il est précisé que « l'accusée disait qu'elle avait un crapaud et qu'elles le fouettaient avec de la bruyère, prenaient ce qu'elles lui faisaient rejeter, s'en enduisaient et allaient ainsi où elles voulaient ».
Au XVIIIe siècle, les crapauds, après avoir été baptisés du nom de Jésus-Christ au cours d'une messe noire, étaient ensuite crucifiés la tête en bas.